# Ześlizg (lotnictwo)

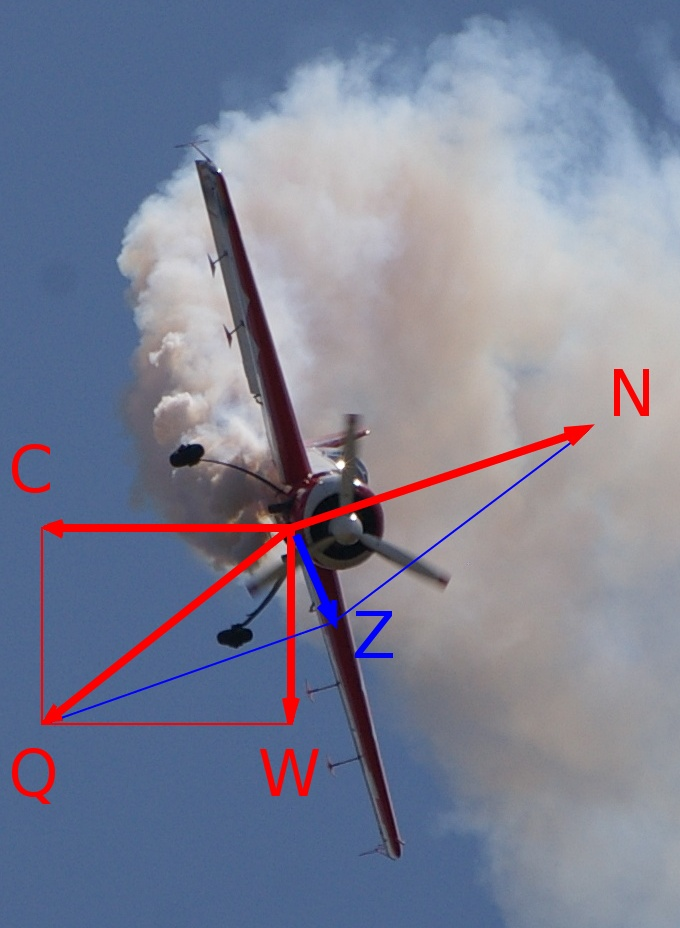
Podstawowe siły działające na samolot: ześlizg oznaczony literą Z

Ześlizg – zjawisko znoszenia statku powietrznego w kierunku wnętrza zakrętu połączone ze zmniejszaniem wysokości lotu.
Ześlizg niezamierzony może pojawić się w sytuacjach, kiedy samolot porusza się po łuku zakrętu ze zbyt dużym kątem przechylenia lub z niewystarczającą prędkością.
Piloci lekkich samolotów, w szczególności szybowców, stosują ten manewr w sposób zamierzony, np. wówczas, gdy zmuszeni są do szybkiego zmniejszenia wysokości lotu bez zwiększania prędkości. Krzyżując wychylenia lotek i pozostałych powierzchni sterowych samolotu doprowadzają do przechylenia samolotu na skrzydło (np. na lewe, patrz grafika) i odchylenia kadłuba od osi lotu (np. w prawo, jak na grafice). Takie ustawienie samolotu zwiększa jego powierzchnię oporu, co zapobiega zwiększaniu prędkości. Manewr ten w 1983 zastosował pilot pasażerskiego Boeinga 767 z Air Canada, który z powodu braku paliwa awaryjnie musiał lądować w Gimli (Manitoba, Kanada). Po szczęśliwym lądowaniu samolot ten, zarejestrowany jako C-GAUN, powszechnie zaczęto nazywać szybowcem z Gimli.
Ześlizg na małej wysokości, przy małej prędkości płatowca grozi wypadkiem. Z tego względu w wielu konstrukcjach stosowane są rozwiązania (np.dodatni wznios płata czy winglety), aby to ryzyko zmniejszyć.